# Sibiřská gubernie
Sibiřská gubernie (Сибирская губерния) byla jedna z gubernií carského Ruska. Zaujímala oblast Uralu, Sibiře a Dálného východu, sahala k hranicím Číny, Tichému oceánu a Severnímu ledovému oceánu. Vznikla v roce 1708 administrativní reformou Petra I. Velikého, která rozdělila Rusko na osm gubernií. Byla zrušena v roce 1782, kdy bylo její území rozděleno na tři namestničestva: Tobolské, Kolyvaňské a Irkutské. Měla rozlohu 10,9 milionů km² a podle sčítání z roku 1766 v ní žilo 257 452 obyvatel. Gubernským městem byl Tobolsk.

## Gubernátoři
- 1708–1714: Matvěj Petrovič Gagarin
- 1714–1716: Ivan Bibikov (zastupující)
- 1716–1719: Matvěj Petrovič Gagarin
- 1719–1724: Alexej Michajlovič Čerkasskij
- 1724–1726: Michail Vladimirovič Dolgorukov
- 1726–1727: Alexej Michajlovič Surov (zastupující)
- 1727–1728: Michail Vladimirovič Dolgorukov
- 1728–1731: Ivan Vasiljevič Boltin (zastupující)
- 1731–1736: Alexej Lvovič Pleščejev
- 1736–1741: Pjotr Ivanovič Buturlin
- 1741–1742: Ivan Afanasjevič Šipov
- 1742–1752: Alexej Michajlovič Sucharev
- 1754–1757: Vasilij Alexejevič Mjatlev
- 1757–1763: Fjodor Ivanovič Sojmonov
- 1763–1781: Denis Ivanovič Čičerin
- 1781–1782: Grigorij Michajlovič Osipov